# Postféminisme

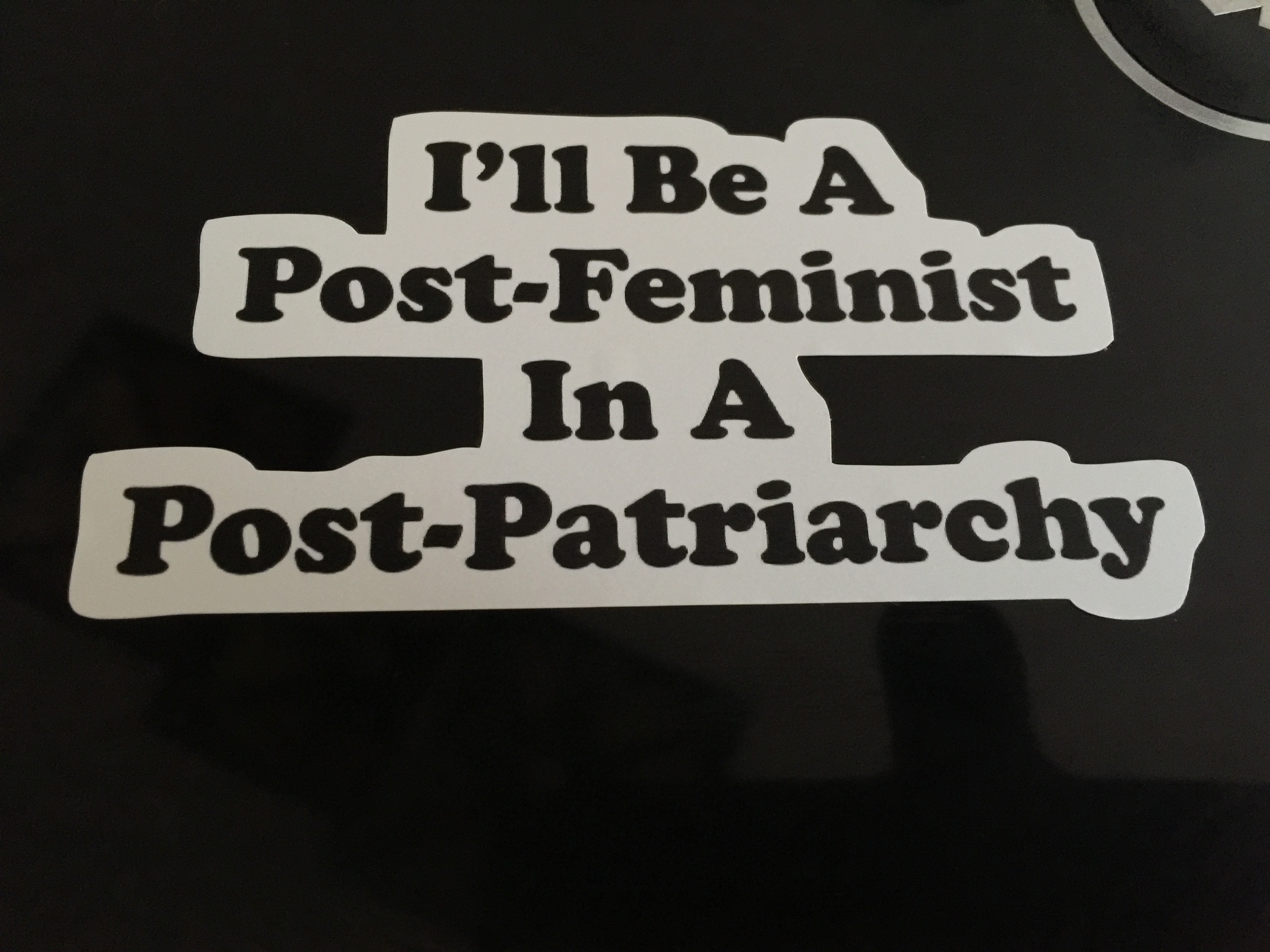
Poster postféministe.

Le postféminisme (également traduit par post-féminisme ) est un mouvement rejetant le féminisme, en particulier le féminisme de la deuxième vague et le féminisme de la troisième vague, ou déclarant que celui-ci en l'état est en forte décroissance, mais se revendiquant comme une autre forme de féminisme, avec un accent mis sur les réalisations individuelles des femmes au détriment d'une approche collective de défense de leurs droits.
Il existe une certaine confusion quant à ce que ce terme recouvre exactement, notamment parce qu'il fait référence à la soi-disant fin (de la nécessité) du féminisme. Le féminisme considéré comme post-féministe reconnaît la nécessité historique du féminisme mais soutient qu'il n'est plus pertinent aujourd'hui, du moins pas dans les pays occidentaux. Le terme postféminisme est parfois confondu avec les féminismes ultérieurs tels que le féminisme de quatrième vague et le xénoféminisme.
Les postféministes critiquent ainsi le soi-disant « féminisme victimaire », qui, selon elles, accorde trop peu d'attention à la responsabilité individuelle, à l'autonomie et à l'agency des femmes, en particulier dans le domaine de la sexualité. Cela se traduit par une approche individualiste et approche libertaire de questions telles que la prostitution, la pornographie et l'avortement. En général, les postféministes sont sceptiques à l'égard d'une législation restrictive sur ces questions, ainsi que du mouvement des femmes, qu'elles perçoivent comme puritain et autovictimisateur.
Les post-féministes ont tendance à se définir comme sexuellement positives, considérant les femmes comme des êtres sexuels actifs plutôt que comme des victimes passives comme le conçoivent d'autres courants féministes.

## Histoire du terme
Le postféminisme est né dans les années 1980 en tant que mouvement féministe réactionnaire qui conteste – ou même rejette – le fait que l'égalité absolue de genre est nécessaire, souhaitable ou réalisable de manière réaliste. En règle générale, les postféministes se distinguent en approuvant et en embrassant la différence sexuelle. En outre, les postféministes sont souvent positives à l'égard de la culture pop matérialiste qui construit une féminité basée sur l'action et le choix personnel.
Au fil des ans, les postféministes ont régulièrement été critiquées pour leur position controversée sur des questions sensibles telles que le viol et la pédophilie. En raison de leur accent sur l'autonomie individuelle et la "luxure féminine", les critiques accusent les postféministes de blâmer la victime pour les abus. C'est ce qu'on appelle le victim blaiming (aussi appelé double victimisation).
Alors que les postféministes mettent l'accent sur l'individualisme et partagent une méfiance à l'égard de l'État avec les féministes anarchistes et libérales, les féministes radicales et socialistes, entre autres, soutiennent que les postféministes ne tiennent pas compte des inégalités structurelles et ignorent donc les inégalités de genre persistantes. Les critiques soutiennent également que la vision post-féministe de la féminité est basée sur une commercialisation néolibérale au nom du libre choix.
Le postféminisme est désormais une étiquette pour un large éventail de théories qui adoptent des approches critiques des discours féministes antérieurs et incluent des défis aux idées de la deuxième vague. D'autres postféministes disent que le féminisme n'est plus pertinent dans la société d'aujourd'hui,. Amelia Jones a écrit que les textes postféministes qui ont émergé dans les années 1980 et 1990 décrivaient le féminisme de la deuxième vague comme une entité monolithique et généralisaient trop dans leurs critiques.
Les années 1990 ont vu la vulgarisation de ce terme, tant dans le monde académique que dans le monde des médias. Il était considéré comme un terme à la fois élogieux et méprisant. Toril Moi, professeur à l'Université Duke, a initialement inventé le terme en 1985 dans la politique sexuelle/textuelle pour prôner un féminisme qui déconstruirait le binaire entre l'égalité basée sur le féminisme "libéral" et le féminisme basé sur la différence ou "radical". Il y a confusion autour de la signification voulue de "post" dans le contexte du "postféminisme". Cette confusion a empoisonné le sens même du « postféminisme » depuis les années 1990. Alors que le terme a semblé d'une part annoncer la fin du féminisme, d'autre part il est lui-même devenu un lieu de politique féministe.
L'histoire féministe se caractérise par la lutte pour découvrir la situation contemporaine - souvent articulée comme une préoccupation de savoir s'il existe encore une telle chose appelée « féminisme » - en écrivant dans le passé. C'est ici que le sens de « post » comme rupture historique est troublant, car « post » propose de situer le féminisme dans l'histoire en proclamant la fin de cette histoire. Il confirme alors l'histoire féministe comme une chose du passé. Cependant, certains affirment qu'il est impossible que le féminisme puisse être aligné sur "post" alors que c'est impensable, car cela reviendrait à appeler le monde actuel une société post-raciste, post-classiste et post-sexiste.

## Caractéristiques
Au début des années 1980, les médias ont commencé à qualifier les adolescentes et les femmes dans la vingtaine de « génération postféministe ». Après vingt ans, le terme postféministe est toujours utilisé pour désigner les jeunes femmes, « qui sont censées bénéficier du mouvement des femmes grâce à un accès élargi à l'emploi et à l'éducation et à de nouveaux arrangements familiaux, mais en même temps ne poussent pas à de nouveaux changements politiques », affirme Pamela Aronson, professeur de sociologie. Le postféminisme est un sujet très débattu car il implique que le féminisme est « mort » et « parce que l'égalité qu'il assume est en grande partie un mythe ».
Selon le Pr. D. Diane Davis, le postféminisme n'est qu'une continuation de ce que veulent les féminismes de la première et de la deuxième vague.
Les recherches menées à la Kent State University ont réduit le post-féminisme à quatre revendications principales : le soutien au féminisme a diminué ; les femmes ont commencé à détester le féminisme et les féministes ; la société avait déjà atteint l'égalité sociale, rendant ainsi le féminisme dépassé ; et l'étiquette "féministe" n'était pas appréciée en raison de la stigmatisation négative,.

## Exemples de travail postféministe
Dans son livre de 1994 Who Stole Feminism? Comment les femmes ont trahi les femmes, Christina Hoff Sommers considère qu'une grande partie de la théorie féministe universitaire moderne et du mouvement féministe est gynocentrique. Elle qualifie ce « féminisme de genre » et propose le « féminisme de l'équité » - une idéologie qui vise la pleine égalité civile et juridique. Elle soutient que si les féministes qu'elle désigne comme féministes de genre prônent un traitement préférentiel et dépeignent les femmes comme des victimes, le féminisme d'équité fournit une forme alternative viable de féminisme. Ces descriptions et ses autres travaux ont amené Hoff Sommers à être décrite comme une antiféministe par d'autres féministes  .
Certaines féministes contemporaines, comme Katha Pollitt ou Nadine Strossen, considèrent que le féminisme soutient simplement que « les femmes sont des personnes ». Les points de vue qui séparent les genres plutôt qu'ils ne les unissent sont considérés par ces écrivains comme sexistes plutôt que féministes,.
Amelia Jones est l'auteur de textes post-féministes qui ont émergé dans les années 1980/1990 et ont dépeint le féminisme de la deuxième vague comme une entité monolithique et l'ont critiqué en utilisant des généralisations.
L'une des premières utilisations modernes du terme était dans l'article de 1982 de Susan Bolotin "Voices of the Post-Feminist Generation", publié dans le New York Times Magazine. Cet article était basé sur un certain nombre d'entretiens avec des femmes qui étaient largement d'accord avec les objectifs du féminisme, mais ne s'identifiaient pas comme féministes.
Susan Faludi, dans son livre de 1991 Backlash: The Undeclared War Against American Women, a soutenu qu'une réaction violente contre le féminisme de la deuxième vague dans les années 1980 avait réussi à redéfinir le féminisme à travers ses termes. Elle a fait valoir qu'il a fait du mouvement de libération des femmes la source de nombreux problèmes qui auraient tourmenté les femmes à la fin des années 1980. Elle a également soutenu que bon nombre de ces problèmes étaient illusoires, construits par les médias sans preuves fiables. Selon elle, ce type de contrecoup est une tendance historique, récurrente lorsqu'il est apparu que les femmes avaient fait des gains substantiels dans leurs efforts pour obtenir l'égalité des droits.
Angela McRobbie a fait valoir que l'ajout du préfixe post- au féminisme sapait les progrès réalisés par le féminisme dans la réalisation de l'égalité pour tous, y compris les femmes. Selon McRobbie, le postféminisme donnait l'impression que l'égalité était atteinte et que les féministes pouvaient désormais se concentrer sur autre chose. McRobbie pensait que le post-féminisme était le plus clairement visible sur les produits médiatiques dits féministes, tels que Le Journal de Bridget Jones, Sex and the City et Ally McBeal . Des personnages féminins comme Bridget Jones et Carrie Bradshaw prétendaient être libérés et apprécier clairement leur sexualité, mais ce qu'ils recherchaient constamment était le seul homme qui rendrait tout valable.
Les représentations du post féminisme se retrouvent dans la culture pop. Le postféminisme a été perçu dans les médias comme une forme de féminisme qui accepte la culture populaire au lieu de la rejeter, comme c'était le cas chez les féministes de la deuxième vague. De nombreuses émissions populaires des années 1990 et du début des années 2000 sont considérées comme des œuvres postféministes car elles ont tendance à se concentrer sur les femmes qui sont autonomisées par les représentations culturelles populaires d'autres femmes. Pour cette raison, les postféministes ont affirmé que ces médias étaient plus accessibles et inclusifs que les représentations passées des femmes dans les médias; cependant, certaines féministes soulignent que les travaux postféministes se concentrent trop sur les femmes blanches de la classe moyenne. Ces émissions et films incluent Le diable s'habille en Prada, Xena, la guerrière, Princesse malgré elle et Buffy contre les vampires. Un autre exemple est Sex and the City . Carrie Bradshaw de Sex and the City est un exemple de personnage vivant une vie postféministe. Alors que son personnage tente de vivre un style de vie sexuellement libéré, Bradshaw est coincée à poursuivre sans cesse l'amour et la validation d'un homme. L'équilibre entre la vie indépendante de Bradshaw en tant que chroniqueuse à succès et le désir de trouver un mari illustre la tension du post-féminisme. Beaucoup de ces travaux impliquent également que les femmes surveillent leur apparence comme une forme d'autogestion, que ce soit sous la forme de régimes, d'exercices ou, le plus souvent, de scènes de relooking. La littérature postféministe - également connue sous le nom de chicklit - a été critiquée par les féministes pour des thèmes et des notions similaires. Cependant, le genre est également loué pour être confiant, plein d'esprit et compliqué, apportant des thèmes féministes, tournant autour des femmes et réinventant les normes de la fiction. Des exemples peuvent également être trouvés dans Pretty Little Liars. Les romans explorent la complexité de la jeune fille dans une société qui assume l'égalité de genre, ce qui est conforme au postféminisme. La surveillance constante et l'autocontrôle des protagonistes de la série dépeint la performance de l'hétérosexualité, de l'hyperféminité et du regard critique imposé aux filles. Le matérialisme et la performance des filles de Pretty Little Liars critiquent l'idée que la société a une pleine égalité de genre et offrent ainsi une critique du postféminisme.
Dans un article sur les publicités imprimées pour bijoux à Singapour, Michelle Lazar analyse comment la construction de la féminité « postféministe » a donné naissance à un hybride néolibéral « sens prononcé de soi ou « I-identité » ». Elle affirme que le nombre croissant de femmes salariées a conduit les publicitaires à actualiser leur image des femmes mais qu'« à travers cette I-identité postféministe hybride, les publicitaires ont trouvé le moyen de réinstaller une nouvelle normativité qui coexiste avec le statu quo ». Les publicités et la mode postféministes ont été critiquées pour avoir utilisé la féminité comme une marchandise voilée de libération.